# St Brides Major
St Brides Major är en by i Vale of Glamorgan i Wales. Byn är belägen 28,7 km 
från Cardiff. Orten har 764 invånare (2016).